# Calliteara hamilleter
Calliteara hamilleter är en fjärilsart som beskrevs av Collenette 1953. Calliteara hamilleter ingår i släktet harfotsspinnare, och familjen tofsspinnare. Inga underarter finns listade i Catalogue of Life.